# Igorrr
Gautier Serre (França, 5 de junho de 1984), mais conhecido por seu nome artístico Igorrr, é um músico francês. Sob o pseudônimo de Igorrr, ele combina uma variedade de gêneros díspares, incluindo black metal, música barroca, breakcore e trip hop, em um som singular. Serre também faz parte dos grupos Whourkr e Corpo-Mente. O projeto Igorrr se tornou uma banda completa com a adição dos vocalistas Aphrodite Patoulidou e JB Le Bail, o baterista Sylvain Bouvier, o guitarrista Martyn Clément e o baixista Erlend Caspersen.

## História

### Trabalho solo (2005–2016)
Serre toca piano, bateria e guitarra e usa principalmente Steinberg Cubase para gravação. Ele nomeou sua banda em homenagem a um gerbil de estimação chamado Igorr que ele teve quando criança, adicionando o "r" extra para "tornar mais difícil de pronunciar". Serre afirma ter sinestesia, no seu caso percebendo a música como cores. Em entrevista de 2011, ele falou sobre a origem de seu projeto solo:

"Foi por volta de 2004–2005, quando tive vários grupos. Sempre que tinha uma ideia ou uma composição, tinha que consultar outras pessoas para saber se estava bom, ruim, etc... e isso me incomodava um pouco. Eu queria ter algo para mim onde eu fosse a única pessoa a tomar esse tipo de decisão. Eu procurava um estilo específico de música, mas não encontrava o que queria porque não existia. O objetivo era que eu quisesse ter um CD, colocar no tocador e ouvir exatamente o que eu queria ouvir."
Igorrr lançou dois álbuns demo por conta própria, Poisson Soluble (2006) e Moisissure (2008, Acroplane Recordings), que chamou a atenção da gravadora Ad Noiseam. Seu álbum de estreia, Nostril, foi lançado em 2010, junto com o EP Baroquecore . Ambas as demos foram relançadas em 2011. O segundo álbum de Igorrr, Hallelujah, foi lançado em 2012. Contou com a colaboração do guitarrista do Mayhem, Teloch, e da cantora clássica Laure Le Prunenec. A galinha de estimação de Igorrr, Patrick, ganhou notoriedade por "tocar" piano (Serre colocava ração de galinha nas teclas correspondentes que a galinha bicava). Serre ganhou um prêmio GoPro de filmagem por um vídeo de Patrick tocando filmado com uma GoPro.

### Expansão para banda completa (2017–presente)

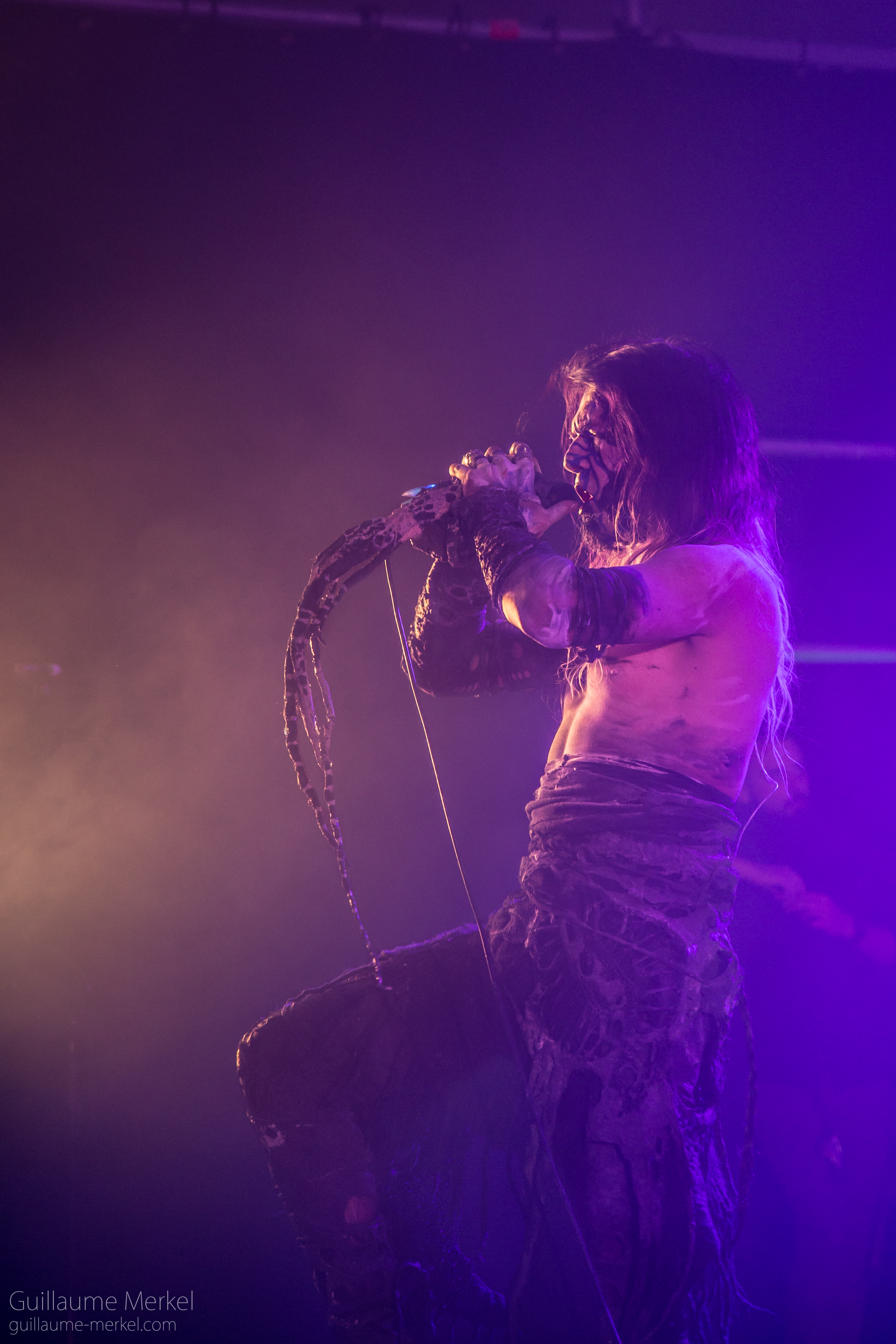
Vocalista Laurent Lunoir em 2017

Em fevereiro de 2017, Igorrr assinou com a Metal Blade Records. Seu terceiro álbum Savage Sinusoid, foi lançado em 16 de junho de 2017. O álbum foi gravado ao longo de cinco anos por um coletivo de músicos. O álbum foi precedido pelo single "ieuD". Ao contrário dos álbuns anteriores de Igorrr, não apresentava nenhum sample . Ele contou com a colaboração de membros do Cattle Decapitation e Secret Chiefs 3. O álbum recebeu uma recepção crítica positiva, Metal Injection concedeu-lhe o prêmio "The Bat Shit Crazy Album Of The Year", e uma pontuação perfeita de 10/10, enquanto AllMusic e Metal Hammer deram 4 de 5 estrelas. O álbum ficou nas paradas da Bélgica na parada Ultratop Flanders, alcançando a posição 173.
Em 2018, fez uma turnê pela América do Norte pela primeira. Em junho de 2018, Igorrr apoiou o Ministry em sua turnê norte-americana de 2018. O show ao vivo apresenta o baterista Sylvain Bouvier e os vocalistas Laure Le Prunenec e Laurent Lunoir, ao lado de Serre nos vocais e programação.
Igorrr também já se apresentou em vários outros festivais, incluindo Heavy Montréal festival, Dour Festival (três vezes, em 2014, 2015 e 2017), Roadburn Festival, Europavox, Montreux Jazz Festival, Metaldays, Durbuy Rock Festival, Motocultor Festival, Download Festival, Brutal Assault, Hellfest Open Air, FortaRock, e Copenhell, entre outros. Igorrr também teve um curta-metragem exibido no Orlando Film Festival. Eles também se apresentaram em um festival de rock organizado pela companhia de ópera Opéra national du Rhin em 2017.
Em 2024, seu álbum Spirituality and Distortion foi eleito pela Loudwire como um dos 10 álbuns de metal progressivo mais "esquisitos" de todos os tempos.

## Estilo e influências
O som de Igorrr combina breakbeats, riffs de heavy metal, mudanças extremas de tempo e canto operístico juntamente com gritos / rosnados, entre outros elementos, para criar o que AllMusic descreve como "uma experiência intensa, perturbadora e inegavelmente distinta". As fontes musicais do projeto incluem black metal, death metal, metal industrial, metal progressivo, música clássica (especialmente música barroca), música balcânica, breakcore, e trip hop . Provocou rótulos como "Barrococore" e foi descrito como dadaísta.
Em uma entrevista de 2017, Serre disse sobre a origem de Igorrr: "Tudo começou quando eu era adolescente procurando uma banda ou um artista que destruísse todos os limites da música, uma banda capaz de trazer o que todas as bandas mainstream chatas não podiam trazer. " listou os compositores clássicos Frédéric Chopin , Johann Sebastian Bach, Jean-Philippe Rameau e Domenico Scarlatti, ao lado de artistas contemporâneos Taraf de Haïdouks, Cannibal Corpse, Meshuggah, Aphex Twin, Mr. e Portishead como influências nos primeiros dias.

## Colaborações

### Com outros músicos
Serre fez parte do Whourkr de 2005 até 2013, quando o grupo se separou em seus projetos individuais. Igorrr lançou o EP Maigre, uma colaboração com a artista francesa Ruby My Dear. A partir de 2015, Serre faz parte do Corpo-Mente, onde trabalha com a vocalista Laure Le Prunenec. Seu primeiro álbum autointitulado foi pela gravadora Blood Music e foi gravado no Improve Tone Studio em Lezoux, França. Ele também colaborou com o colega artista de breakcore Bong-Ra. Serre trabalhou com The Algorithm em Brute Force.
Serre remixou canções para Morbid Angel (lançado em Illud Divinum Insanus – The Remixes) e Meshuggah .

### Jeannette: A Infância de Joana D'Arc
Igorrr compôs metade da trilha sonora do filme musical Jeannette: A Infância de Joana D'Arc dirigido por Bruno Dumont. O filme foi exibido no Festival de Cinema de Cannes de 2017. A trilha sonora foi indicada a Melhor Música no 23º Prêmio Lumière. Segundo Serre, suas composições iniciais tinham uma "atmosfera medieval", antes que o diretor lhe dissesse para "só fazer Igorrr". A partitura é descrita como "electro-pop com uma dose de heavy metal" e techno-pop.

## Integrantes
Integrantes atuais
- Gautier Serre – guitarra, programação, instrumentação e vocais (2005–presente)
- Sylvain Bouvier – bateria (2008–presente)
- JB Le Bail – vocais (2021–presente)
- Martyn Clément – guitarra (2019–presente)
- Erlend Caspersen – baixo (2017–presente)
- Marthe Alexandre – vocais mezzo-soprano (2022–presente)
- Patrick – vocais de frango, piano (2005–presente)

Ex-Integrantes
- Laurent Lunoir – vocais (2008–2021)
- Laure Le Prunenec – vocais (2010–2021)
- Afrodite Patoulidou – voz soprano (2021–2022)

## Discografia
Álbuns de estúdio
- Nostril (2010)
- Hallelujah (2012)
- Savage Sinusoid (2017)

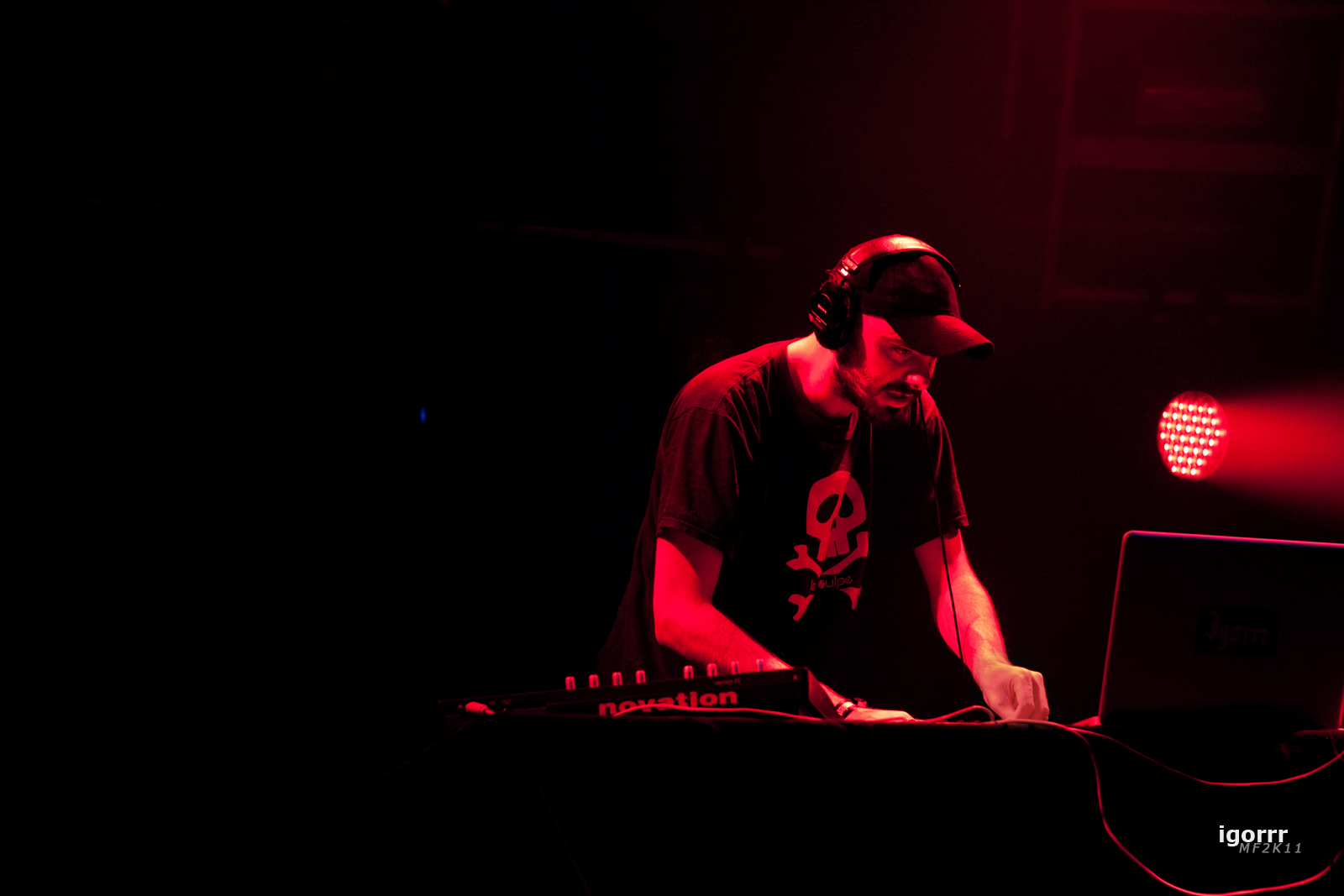
Serre em 2011

- Spirituality and Distortion (2020)

Demos
- Poisson Soluble (2006)
- Moisissure (2008)

EPs
- Baroquecore (2010)
- Maigre with Ruby My Dear (2014)

com Whourkr
- Demo (2005)
- Naät (2007)
- Concrete (2008, reeditado em 2010)
- 4247 Snare Drums (2012)
- Naät + Concrete (2013, reedição em vinil)

com Corpo-Mente
- Corpo-Mente (2014)